# Saucerottia cupreicauda
La amazilia colicobriza o amazilia colibronceada (Saucerottia cupreicauda), es una especie de ave apodiforme de la familia Trochilidae perteneciente al numeroso género Saucerottia hasta recientemente (2022) considerada un grupo de subespecies de la amazilia colimorada (Saucerottia viridigaster). Es nativa del escudo guayanés en América del Sur

## Distribución y hábitat

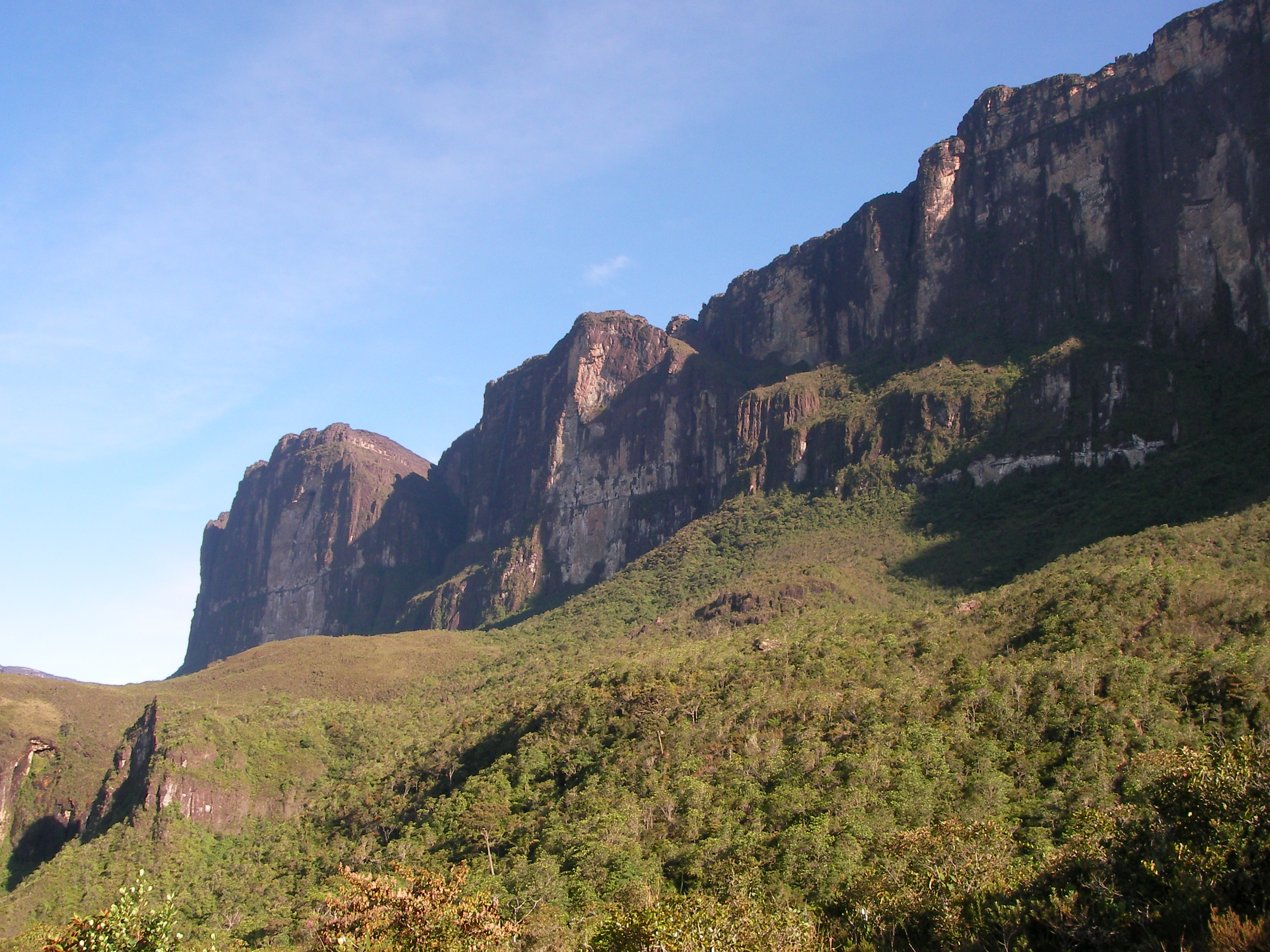
Laderas del monte Roraima, ejemplo de hábitat de la especie.

La zona de distribución no es completamente conocida. Generalmente se consideraba que estaba compuesta de varias poblaciones disjuntas a través del sureste de Venezuela y extremo norte de Brasil, pero registros dispersos extienden su zona bien al este, hasta el este de Guyana, del sureste al oeste de Surinam y noroeste de la Guayana Francesa, y aparentemente su distribución es menos disjunta de lo que se asumía.
Esta especie es considerada de bastante común a poco común en una variedad de hábitats naturales que incluyen bordes de bosque en galería, claros, plantaciones y ambientes arbustivos tales como arbustales de arenas blancas, islas fluviales arbustivas y crecimientos secundarios densos y de baja estatura. Dentro de estos hábitats prefiere permanecer cerca o dentro de porciones con más vegetación. De preferencia entre los 400 y 1700 m en las laderas de los tepuyes, pero hasta los 60 m de altitud en áreas más bajas al este.

## Descripción y alimentación
Mide entre 9 a 10 cm de longitud y pesa en torno a los 3,5 g. Se alimenta de néctar y de pequeños insectos y arácnidos.

## Sistemática

### Descripción original
La especie S. cupreicauda fue descrita por primera vez por los zoólogos británicos Osbert Salvin y Frederick DuCane Godman en 1884 bajo el nombre científico Amazilia cupreicauda; su localidad tipo es: «Monte Roraima, Guyana».

### Etimología
El nombre genérico femenino «Saucerottia» deriva del nombre específico Trochilus saucerrottei, que por su vez conmemora al médico y ornitólogo francés Antoine Constant Saucerotte (1805–1884); y el nombre de la especie «cupreicauda», se compone de las palabras del latín «cupreus» que significa ‘cobrizo’, ‘de color de cobre’, y «cauda» que significa ‘cola’.

### Taxonomía
La presente especie fue tradicionalmente tratada como un grupos de subespecies de la amazilia colimorada (Saucerottia viridigaster), a pesar de que varios autores anteriores ya la consideraban una especie plena, con base en la coloración diferente de la rabadilla, de las coberteras externas de la cola y de las rectrices. Finalmente, en 2022, esta separación fue seguida por las principales clasificaciones.

### Subespecies
Según las clasificaciones del Congreso Ornitológico Internacional (IOC) y Clements Checklist/eBird se reconocen cuatro subespecies, con su correspondiente distribución geográfica:
- Saucerottia cupreicauda cupreicauda (Salvin & Godman), 1884 – tepuyes del sur de Venezuela, Guyana y extremo norte de Brasil (Roraima).
- Saucerottia cupreicauda duidae Chapman, 1929 – tepuyes del sur de Venezuela (cerro Duida).
- Saucerottia cupreicauda laireti (Phelps, Jr & Aveledo), 1988 – tepuyes del sur de Venezuela (cerro de la Neblina).
- Saucerottia cupreicauda pacaraimae Weller, 2000 – montañas del sur de Venezuela (sierra de Pacaraima).